# Liberté chérie

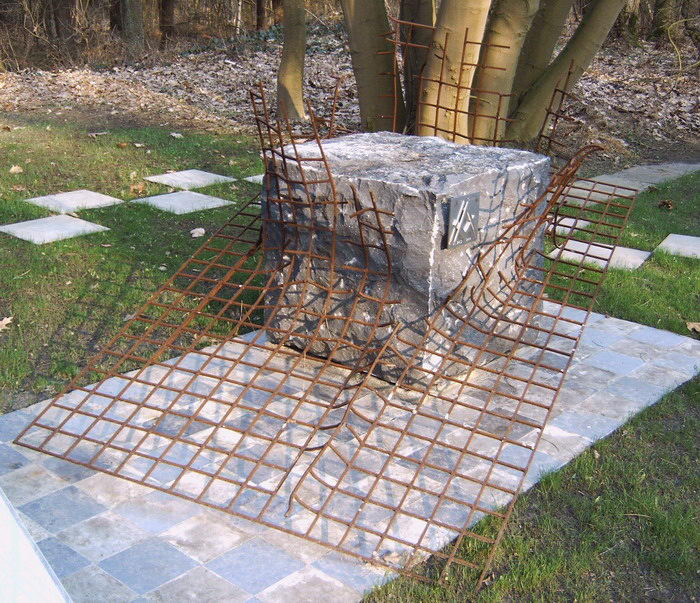
Il Memorial al campo di concentramento di Esterwegen

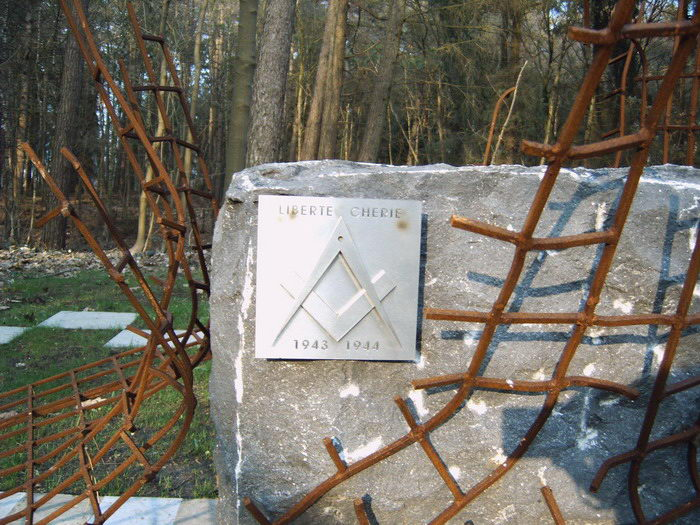
particolare del Memoriale

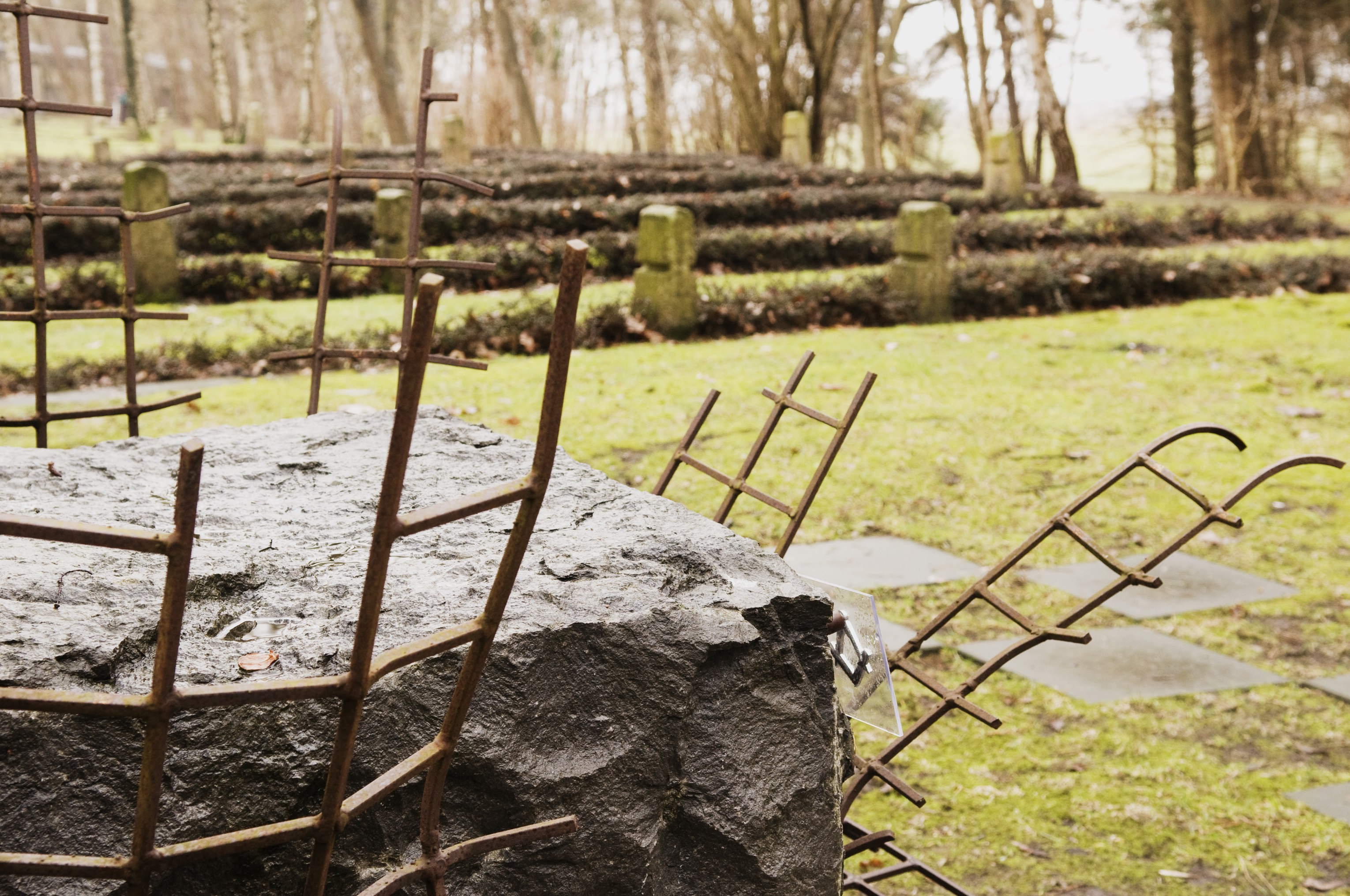
Veduta sul cimitero di Esterwegen

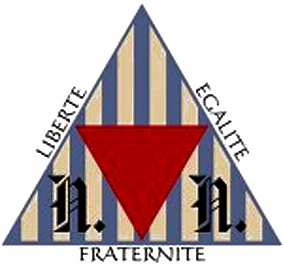
La loggia

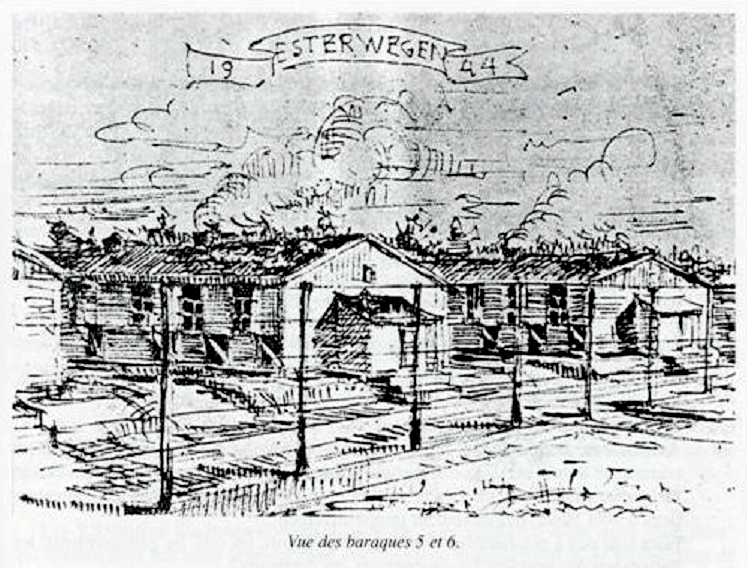
Disegno delle Baracche n. 5 e n. 6 del campo di Esterwegen

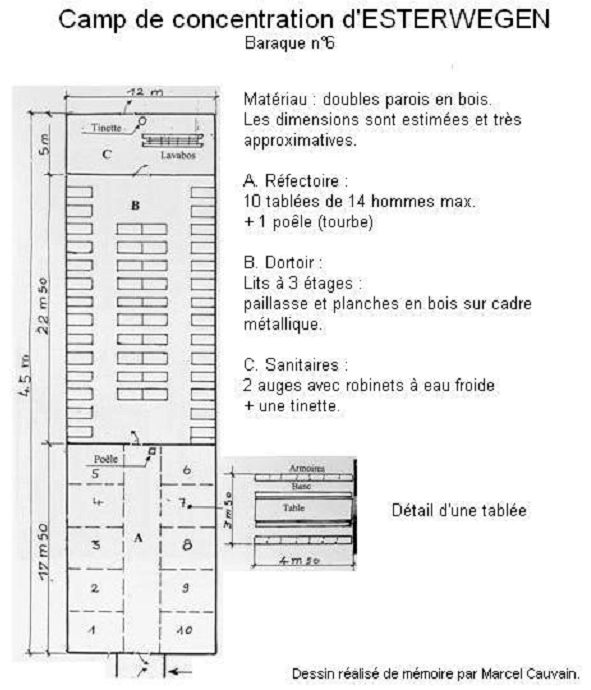
Planimetria della Baracca numero 6 del campo di Esterwegen

La Liberté chérie fu una piccola loggia massonica fondata all’interno di un campo di concentramento nazista durante la Seconda Guerra Mondiale.

## Storia
Il 15 novembre 1943, sette massoni belgi detenuti politici, fondarono la Loggia massonica Loge Liberté chérie (Loggia ‘’Amata Libertà’’) all’interno della Baracca n. 6 del campo di concentramento Emslandlager VII (Esterwegen). Il nome della Loggia deriva dalle parole de La Marsigliese. La loggia apparteneva all’obbedienza massonica del Grande Oriente del Belgio, con il numero d'immatricolazione 29bis.
I sette fratelli massoni che fondarono e composero la loggia furono:
- Paul Hanson
- Luc Somerhausen
- Jean De Schrijver
- Jean Sugg
- Henri Story
- Amédée Miclotte
- Franz Rochat
- Guy Hannecart

In seguito aderì anche il belga Fernand Erauw (1914-1997). Secondo il racconto dell’ultimo superstite, Franz Bridoux (1924-2017), ex prigioniero della stessa Baracca n. 6 di Esterwegen, gli effettivi membri fondatori della loggia furono Rochat, Sugg, Hannecart, Hanson (maestro venerabile), Somerhausen, Degueldre, and Miclotte, mentre De Schrijver e M. Story vi si aggiunsero solo in seguito. I fratelli si incontravano per i lavori di loggia, il cui tempio massonico veniva improvvisato nella Baracca n. 6 attorno a un tavolo, altrimenti utilizzato per lo smistamento delle cartucce e delle riproduzioni radio. Un sacerdote cattolico faceva la guardia quando si tenevano le riunioni proteggendo il loro segreto.
La Baracca n. 6 era utilizzata per i prigionieri stranieri e denominata “Nacht und Nebel”, (“Notte e nebbia”). Conteneva più di 100 prigionieri, rinchiusi quasi 24 ore su 24, con un permesso d'aria di mezz'ora al giorno sotto sorveglianza. Parte dei prigionieri politici erano costretti a lavorare in condizioni spaventose nelle vicine cave di torba. Il cibo era così povero che i prigionieri persero in media 4 kg al mese.
Gli argomenti delle tornate di loggia sono stati dedicati al simbolo del Grande Architetto dell'Universo, un altro al futuro del Belgio e un altro al ruolo delle donne nella Massoneria. Gli unici a sopravvivere alla detenzione furono Somerhausen, Erauw, il Dr. Degueldre e lo stesso Franz Bridoux, che ha raccolto le testimonianze nel suo scritto, che venne iniziato dopo la guerra, fu prigioniero nella stessa caserma dal 16 novembre 1943 al 15 aprile 1944.
La loggia abbandonò i lavori nella primavera del 1944, quando tutti i prigionieri furono trasferiti in altri campi della Germania centrale.
Il campo di concentramento di Esterwegen era composto da un gruppo di campi la cui storia è rappresentata da una mostra permanente nel Centro di documentazione e informazione di Papenburg, in Germania. Complessivamente sono stati istituiti 15 campi al confine con l'Olanda, con amministrazione centrale nella stessa Papenburg.

## Il monumento
Un monumento, creato dall’architetto Jean de Salle, fu costruito per i massoni belgi e tedeschi il 13 novembre 2004. Ora fa parte del memoriale del Cimitero di Esterwegen. Wim Rutten, il Gran Maestro della Federazione Belga del Droit Humain, durante pronunciò queste parole:
Siamo qui riuniti oggi in questo Cimitero di Esterwegen, non per piangere, ma per esprimere liberamente pensieri in pubblico. […] In memoria dei nostri fratelli; I diritti umani non dovrebbero mai essere dimenticati.